# Карлов Андрій Геннадійович
Андрі́й Генна́дійович Ка́рлов (рос. Карлов Андрей Геннадьевич, 4 лютого 1954, м. Москва, СРСР
 — 19 грудня 2016, Анкара, Туреччина) — радянський, російський дипломат, надзвичайний і повноважний посол (2011). Герой РФ (посмертно, 2016).

## Біографія
Згідно з офіційними даними Міністерства закордонних справ РФ, Андрій Карлов народився в Москві в родині Геннадія Карлова та Марії Олександрівни. У нього також була сестра на ім'я Олена Ширанкова, яка була на 6 років молодша за нього. У 1968 році, коли Карлову було 14 років, його батько помер у віці 37 років від серцевої недостатності. У 2018 році губернатор Брянської області Олександр Богомаз стверджував, що Карлов родом з міста Клинці. У місті Клинці діє благодійний фонд ім. Андрія Карлова, головою якого є його вдова Марина Карлова.
За власним визнанням Карлова: „Я представник третього покоління в нашій сім'ї, яке працює на дипломатичній службі. Мій дід прийшов на роботу в МЗС нарком СРСР) у січні 1922 року. Я виріс у сім'ї дипломата, і приклад моїх батьків мав для мене велике значення“.

### Освіта
Андрій Карлов закінчив московську школу № 648, яка на сьогоднішній день носить його ім'я.
За словами Георгія Толорая (дипломата, професора кафедри сходознавства Московського ДІМВ МЗС СРСР/РФ, Андрій Карлов у Московському ДІМВ МЗС СРСР глибоко вивчав Корею, її історію та мову. У 1976 році закінчив факультет міжнародних економічних відносин МДІМВ МЗС СРСР. Володів корейською та англійською мовами.

### Діяльність в КНДР та Республіці Корея
З 1976 року перебував на дипломатичній службі. З 1976 по 1981 роки та з 1984 по 1990 роки Андрій Карлов працював у Посольстві СРСР у Північній Кореї (КНДР).
З 1992 по 1997 рік Андрій Карлов працював у Посольстві РФ в Республіці Корея (Південна Корея).
З 9 липня 2001 до 20 грудня 2006 року — Надзвичайний і повноважний посол Російської Федерації в Північній Кореї (КНДР). У згоді із Кім Чен Іном сприяв будівництву Троїцького храму РПЦ МП Корейської єпархії в Пхеньяні. 13 серпня 2006 року, в день освячення храму патріархом Московським Кирилом (Гундяєвим), він був нагороджений орденом преподобного Серафима Саровського III ступеня. У цьому ж храмі відбулося рукоположення двох перших північнокорейських православних священників. У цьому ж храмі в ті дні Андрій Карлов та його дружина Марина вінчалися. Вінчання звершив патріарх Московський Кирил (Гундяєв).

### Діяльність в Росії
1992 року закінчив Дипломатичну академію МЗС Росії.
У 2007—2009 роках — заступник директора Консульського департаменту МЗС Росії.
З 26 січня 2009 до 12 липня 2013 року — директор Консульського департаменту МЗС Росії.

### Діяльність в Туреччині
З 12 липня 2013 до смерті (19 грудня 2016 року) — Надзвичайний і повноважний посол РФ в Турецькій Республіці.
У лютому 2014 року відкривав Центр російської науки і культури в Анкарі. Колеги Андрія Карлова розповідають, що криза у відносинах між Туреччиною і Росією після збиття російського Су-24 винищувачем F-16 у Туреччні у листопаді 2015 року він сприймав дуже особисто, оскільки раніше у відносинах двох країн вдалося домогтися серйозних зрушень і в політиці, і в економіці, підписати угоду про „Турецький потік“ в обхід України та багато іншого.

### Убивство
19 грудня 2016 року на виставці „Росія очима Турків“ у Анкарі Карлова застрелив Мевлют Мерт Алтинташ (тур. Mevlüt Mert Altıntaş) — турецький поліцейський, що на той момент не перебував на службі. Після пострілів у посла, вигукнув „Аллаху Акбар, Аллаху Акбар. Не забувайте Алеппо, не забувайте Сирію. Поки наші провінції не будуть в безпеці, ви також не відчуєте смак безпеки. Це помста за Алеппо. Ми вмираємо там, ти помреш тут. Не підходьте, не підходьте. Лише смерть забере нас звідси. Кожна особа, яка брала участь у цій жорстокості — заплатить“, що натякол на участь Росії в Сирійській війні. За деякими даними, стрілець пройшов на виставку за допомогою поліцейського посвідчення. За повідомленнями турецьких ЗМІ, нападника було застрелено турецькою поліцією.
Через 15 хвилин після нападу Мевлют був убитий спеціальними силами, його мати, сестра, а також сусід по кімнаті затримані.
Цього ж дня Путін дав вказівку міністру закордонних справ Лаврову представити Карлова до державної нагороди і внести пропозицію про увічнення його пам'яті. За словами Путіна, Карлов був блискучим дипломатом», «дуже інтелігентним, м'якою людиною, добрим».

### Похорон
20 грудня 2016 року церемонія прощання з Андрієм Карловим пройшла в аеропорту Анкари Есенбога. З турецької сторони на ній були присутні мер Анкари Мелих Гекчек, міністр внутрішніх справ Сулейман Сойлу та віцепрем'єр Тогрул Тюркеш. Заупокійну літургію в аеропорту звершив архімандрит Константинопольської православної церкви Віссаріон (Комзіас).
Того ж дня літак ФСБ доставив труп Карлова в Москву. У аеропорту Внуково літак зустрічали глави МЗС Росії і Туреччини Сергій Лавров і Мевлют Чавушоглу.
22 грудня 2016 року тіло відспівали в Москві у Храмі Христа Спасителя, богослужіння провів Патріарх Московський Кирил (Гунядєв), у заходах взяв участь Путін. Цього ж дня Карлова поховали з військовими почестями (церемонія похоронів військовослужбовців згідно з установам ЗС РФ) на Хімкинському цвинтарі (Москва) поряд із його батьком.

### Пам'ять

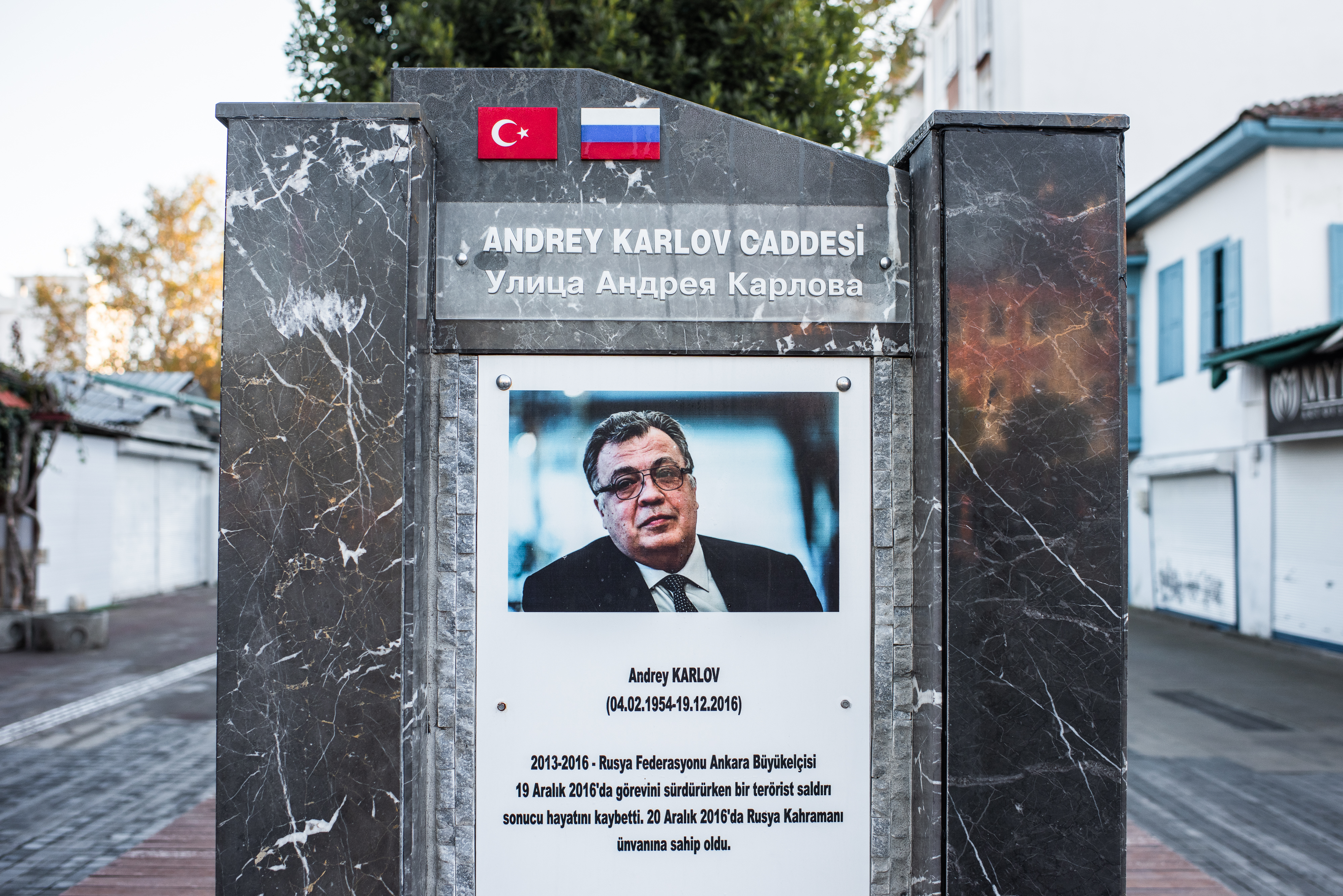

Рішенням міської ради столиці Туреччини 9 січня 2017 року вулиця в Анкарі, на якій знаходиться посольство Росії, названа іменем Андрія Карлова.
20 грудня 2016 року мерія Анкари ухвалила рішення назвати виставковий зал в Центрі сучасного мистецтва, у якому був застрелений Андрій Карлов, на його честь.
20 грудня 2016 року вчена рада МДІМВ заснував іменні стипендії та премії ім. Карлова для студентів і викладачів університету, що займаються східною проблематикою. Крім того, ім'я посла буде також присвоєно дипломатичному клубу МДІМВ.
10 лютого 2017 року в будівлі «Пошти Росії» в Москві була представлена поштова марка, присвячена Андрію Карлову. На марці зображено портрет Карлова, медаль «Золота Зірка», а також будинок Міністерства закордонних справ Росії. Марка була випущена тиражем 135 тисяч примірників в рамках продовження серії «Герої Російської Федерації». Відбиток гасіння першого дня марки поставили вдова посла Марина Карлова, гендиректор МЗС Росії Сергій Вязалов і глава «Пошти Росії» Дмитро Страшнов. За словами Вязалова, «конверт з гасінням цієї марки залишиться в музеї Міністерства закордонних справ».
3 лютого 2017 року Московська школа ГБОУ «Школа № 648» була перейменована у «Школа № 648 імені Героя Російської Федерації А. Р. Карлова».
У лютому 2017 року ім'я Андрія Карлова вулиці на Дорогомиловской Заставі, біля обеліска «Москва — місто герой», між Кутузовським проспектом і Великий Дорогомиловской вулицею.
10 квітня 2017 року на будівлі посольства Росії в Північній Кореї (КНДР) у Пхеньяні відкрита меморіальна дошка з написом «Тут служив Батьківщині Герой Росії Андрій Карлов» і барельєфом.
19 грудня 2017 року меморіальна дошка роботи народного художника РФ Олександра Рукавишникова була встановлена в Москві на вулиці Петрозаводської, д. 24, к. 2, де Андрій Карлов жив з 2011 до 2016 роки.

## Сім'я
- Батько — Геннадій Карлов (пом. 1968), випускник МДІМВ, працював в Африці.
- Мати — Марія Олександрівна.
- Дружина — Марина Михайлівна[33]. 15 серпня 2006 року в Троїцькому храмі в Пхеньяні повінчані митрополитом Смоленським і Калінінградським Кирилом Гундяєвим[34]. Свідком на вінчанні виступив радник-посол Посольства Росії в КНДР Олександр Мацегора.
- Син — Геннадій Андрійович, закінчив МДІМВ, закінчив бакалаврат на факультеті міжнародних відносин, потім вступив на магістратуру на факультеті міжнародної журналістики. Був секретарем консульського відділу посольства Росії в КНДР[35]. За останніми відомостями — третій секретар Генерального консульства РФ у м. Варна (Болгарія)[36].

## Нагороди
- Герой РФ (посмертно, 20 грудня 2016 року) — за проявлені стійкість і мужність на посаді Надзвичайного і Повноважного Посла Російської Федерації в Турецькій Республіці, великий внесок у реалізацію зовнішньополітичного курсу РФ[37].
- Подяка Президента РФ (19 лютого 2011 року) — за заслуги в підготовці та проведенні XIV Петербурзького міжнародного економічного форуму[38].
- Орден преподобного Серафима Саровського III ступеня (РПЦ, 13 серпня 2006)[39].

## Дипломатичний ранг
- Надзвичайний і повноважний посланник 2-го класу (15 січня 2002 року)[40]
- Надзвичайний і повноважний посланник 1-го класу (25 серпня 2004 року)[41]
- Надзвичайний і повноважний посол (22 березня 2011 року)[42]